# Brutus (crocodilo)
Brutus é um grande crocodilo de água salgada que reside na Austrália. O animal, que mede 5,5 metros de comprimento, é notório por não ter uma das patas, supostamente ele a perdeu em uma luta com um tubarão, inclusive, se tornou ainda mais conhecido após um vídeo em que devora um tubarão.
Brutus é ainda uma atração turística do rio Adelaide, turistas atravessam o rio em um barco e oferecem carne aos animais que saltam para pegá-la, Brutus é facilmente reconhecido e se destaca dos demais pela falta de uma de suas patas.